# Hyotissa mcgintyi
Hyotissa mcgintyi is een tweekleppigensoort uit de familie van de Gryphaeidae. De wetenschappelijke naam van de soort is voor het eerst geldig gepubliceerd in 1985 door Harry.